# اچ‌ام‌اس وورتیگرن (دی۳۷)
اچ‌ام‌اس وورتیگرن (دی۳۷) (به انگلیسی: HMS Vortigern (D37)) یک کشتی بود که طول آن ۳۰۰ فوت (۹۱٫۴ متر) بود. این کشتی در سال ۱۹۱۷ ساخته شد.